# Vasile Blaga
Vasile Blaga (n. 26 iulie 1956, Petrileni, România) este un politician român, președinte al Partidului Democrat Liberal din 30 iunie 2012 până în noiembrie 2014, președinte al Senatului României din 29 noiembrie 2011 până în 3 iulie 2012.
Între 29 decembrie 2004-5 aprilie 2007 a îndeplinit funcția de ministru al Administrației și Internelor în Guvernul Tăriceanu. Între 22 decembrie 2008-23 decembrie 2009 a fost ministru al dezvoltării regionale în Guvernul Boc 1. Între 23 decembrie 2009-27 septembrie 2010 a îndeplinit funcția de ministru de interne în Guvernul Boc 2. În data de 27 septembrie 2010 și-a dat demisia din funcția de ministru de interne.

## Cariera profesională
Vasile Blaga s-a născut în data de 26 iulie 1956 în localitatea Petrileni, Bihor. A absolvit în anul 1981 cursurile Facultății de Mecanică din cadrul Institutului Politehnic “Traian Vuia” din Timișoara, obținând calificarea de inginer mecanic.
După absolvirea facultății, între anii 1981-1990, a ocupat diverse funcții, inclusiv pe cea de director comercial în cadrul Întreprinderii Mecanice Hiperion din orașul Ștei, județul Bihor. A ocupat funcțiile de președinte al CFSN (Consiliul Frontului Salvării Naționale) Ștei și vicepreședinte al CFSN Bihor până în anul 1991, când a devenit președinte al FSN Bihor.
La alegerile din 20 mai 1990 a fost ales deputat de Bihor pe listele Frontului Salvării Naționale. În această calitate a deținut funcția de membru al Comisiei pentru apărare și asigurarea ordinii publice din Camera Deputaților. Și-a dat demisia din funcția de membru al Parlamentului la data de 14 februarie 1992 (înlocuit de deputatul Gavril Cheregi), fiind numit în funcția de prefect al județului Bihor.
Vasile Blaga a îndeplinit funcțiile de prefect de Bihor (1991-1993) și apoi de director general la Direcția Regională Vamală Oradea (1993-1996). În perioada 1994-1995 a urmat o serie de cursuri de specializare în domeniul vamal la Viena, respectiv Weiden in der Oberpfalz, Germania.
Vasile Blaga este membru fondator al Partidului Democrat (1991), deținând funcția de președinte al Organizației Județene Bihor a PD (1991-1997).
În urma alegerilor din octombrie 1996 a fost ales senator de Bihor pe listele Partidului Democrat. În legislatura 1996-2000 a făcut parte din Comisia pentru privatizare și administrarea activelor statului, precum și din Comisia pentru administrație publică și organizarea teritoriului. Între anii 1997-2001 a îndeplinit funcția de Secretar General al PD. În anul 1999 a absolvit Colegiul Național de Apărare, seria a VIII-a.
Între anii 2000-2004 Blaga a lucrat ca expert parlamentar. În anul 2001 a fost ales în funcția de vicepreședinte cu probleme organizatorice al PD și președinte al PD București. După alegerile parlamentare din noiembrie 2004, în care a îndeplinit funcția de șef al campaniei prezidențiale a lui Traian Băsescu, noul președinte al României l-a numit pe Vasile Blaga, la 21 decembrie 2004, în funcția de consilier prezidențial în probleme de apărare, securitate și siguranță națională, șef al Departamentului Securității Naționale al Administrației Prezidențiale.
A fost reales ca senator de București pe listele Partidului Democrat pentru legislatura 2004-2008. Devine membru al Comisiei pentru apărare, ordine publică și siguranță națională din data de 8 februarie 2007.
În noiembrie 2011, a fost numit la conducerea Senatului României.
În vara anului 2012, în contextul modificării culorii politice predominante din Parlament, când mai mulți membri ai partidului de la guvernare PDL au migrat în alte partide (în special în partidele din componența USL), Vasile Blaga este revocat din funcția de președinte al Senatului. Prin vot parlamentar, Crin Antonescu este ales la conducerea camerei superioare a Parlamentului.
La Alegerile Parlamentare din 9 decembrie 2012, Vasile Blaga a candidat în Colegiul 3 Senat din județul Timiș și a obtinut doar 25,37% din voturi, în timp ce candidatul USL, Matei Suciu, a fost votat într-un procent de 53,59 %. Totuși Blaga și-a păstrat locul în Parlamentul României după redistribuirea la nivel național.

## Ministru de interne
La data de 29 decembrie 2004, Vasile Blaga a fost numit în funcția de Ministru al Administrației și Internelor în Guvernul Tăriceanu, demisionând din cadrul Administrației Prezidențiale. Din anul 2004, este și membru în Consiliul Național de Conducere al Alianței Dreptate și Adevăr (PNL–PD). În anul 2005, este ales în funcția de secretar general al Partidului Democrat.
În martie 2007, vicepreședintele Comisiei Europene, Franco Frattini - care ocupa portofoliul pentru Justiție și Afaceri Interne în executivul comunitar, referindu-se la succesele înregistrate de România în procesul de aderare la Uniunea Europeană, a declarat: "Trebuie să-i felicit pe miniștrii Blaga și Macovei pentru succesele înregistrate în faza de preaderare. (...)Trebuie să spun sincer că am încredere totală în ministrul Blaga." 
Printre acțiunile ministerului de interne condus de Vasile Blaga se pot menționa pachetul de proiecte legislative pentru reformă în administrația publică (proiectul de lege-cadru a descentralizării, proiectul de modificare a Legii nr. 215/2001 privind administrația publică locală, proiectul de lege privind finanțele publice locale, proiectul de lege pentru modificarea și completarea Legii nr. 188/1999 privind statutul funcționarului public), proiecte de legi în domeniul combaterii corupției și a crimei organizate, precum și inițiativa de creare la Chișinău a unui centru pentru eliberarea vizelor pentru Uniunea Europeană.
Vasile Blaga a fost înlocuit din funcție la data de 5 aprilie 2007 odată cu restructurarea Guvernului Tăriceanu prin ieșirea Partidului Democrat de la guvernare.
A revenit în funcția de ministru al administrației și internelor în data de 23 decembrie 2009 - reprezentând Partidul Democrat Liberal, după ce a asigurat funcția ca interimar începând cu luna octombrie a aceluiași an, în urma demiterii lui Dan Nica (PSD) de către prim-ministrul Emil Boc, moment în care PSD a părăsit guvernarea făcută alături de PDL. Și-a înaintat demisia în 27 septembrie 2010, pe fondul scandalului provocat de manifestația de protest a unor angajați ai ministerului pe care îl conducea, care au scandat în fața Palatului Cotroceni, împotriva președintelui Băsescu, aruncându-și șepcile. A fost succedat în funcția de ministru al administrației și internelor de către Traian Igaș (PDL).
Vasile Blaga vorbește fluent limba franceză. El este căsătorit și are doi copii.

## Afaceri derulate
În paralel cu activitatea politică, Vasile Blaga s-a lansat și în afaceri. Afacerile soților Blaga au acoperit o arie foarte vastă: comisionariat vamal, activități ale instituțiilor financiare și bancare, producție de mobilier (scaune), comerț cu piese și accesorii pentru autovehicule etc. În prezent, soții Blaga sunt acționari, în cel puțin 11 societăți comerciale fie direct, fie prin achiziționarea de acțiuni de pe piața bursieră.
Conform declarației de avere completată la 22 ianuarie 2007, printre participațiile deținute de către Vasile Blaga se numără acțiuni la societățile Petrolsub SA (374.000 acțiuni = 1,7%), BRD (80.000 acțiuni X 19.5 = 1560000 RON ), România Combi SA (692 acțiuni - provenite din aport la Combi Spedition SA Arad 700 mil. ROL), Banca Transilvania (280.870 acțiuni X 0.735 = 206439.45 RON ), Banca Romexterra (248 acțiuni), SC Broker SA (8.406 acțiuni X 2.12 = 17820.72 RON ) și SIF Banat-Crișana (8.000 acțiuni X 2.78 = 22240 RON ).
De asemenea, Vasile Blaga deține în coproprietate cu soția sa un teren de 378 metri pătrați în Oradea și un imobil de 346 metri pătrați evaluat la 170.000 RON. Este posesorul unor depozite bancare totalizând 296.000 euro, 44.000 dolari și 320.000 RON.
Înainte de a fi numit ca ministru, Vasile Blaga deținea 44,5% din acțiunile SC Multimod SA (având ca obiect de activitate producția de mobilă) , pe care le-a cesionat în anul 2005 pentru 308.000 euro către SC Master SA. De asemenea, în anul 2003, el mai figura ca acționar și la Supermod Impex SRL Oradea (9,99%), Mobimod SA (44,5% - societate orădeană cu acelasi domeniu de activitate ca Multimod SA) și Confort Astra Import Export SA (46,26%, împreună cu soția sa). În plus, soția sa, Margareta Violett Blaga figura separat ca acționar la alte trei societăți: Romagro Transport SRL Suplacu de Barcău (20%), Selinvest SA Brașov (15%) și România Combi SA (0,16%).

## Acuzații de corupție
La data de 28 noiembrie 2016, Direcția Națională Anticorupție a dispus trimiterea în judecată, sub control judiciar, a lui Vasile Blaga. Acesta a fost învinuit că, în perioada când era senator în Parlamentul României și secretar general al unui partid aflat la guvernare, a săvârșit infracțiuni de trafic de influență, influențând conducerea a două companii naționale să ofere contracte către o firmă deținută de Horațiu Bruno Berdilă, și el inculpat în speță.
Pentru aceste intervenții Vasile Blaga ar fi primit, printr-un intermediar, suma totală de 700.000 euro de la Berdilă Horațiu Bruno.
Blaga a fost achitat de aceste acuzații, judecătorii considerând că nu există dovezi suficiente privind vinovăția lui Blaga și arătând că rechizitoriul este „inform” și are „lipsuri grave”.

### Articole biografice
- Vasile Blaga, "pitbulul" din politica românească, 6 octombrie 2008, Evenimentul zilei